# Hyde Park (Sydney)
Hyde Park è un parco pubblico di Sydney ed è il più antico dell'Australia.
È grande 16,2 ettari ed ha la forma approssimativa di un rettangolo, racchiuso tra Elisabeth street a ovest, College street ad est, St. James Road e Prince Albert Road a nord e Liverpool Street a sud.

## Monumenti
All'interno del parco è collocata la Fontana Archibald, realizzata tramite un lascito donato da J. F. Archibald, giornalista e ideatore dell'omonimo premio, in memoria del contributo fornito dal proprio esercito durante la prima guerra mondiale in Francia. Nella sezione meridionale del parco si trova invece il Memoriale degli Anzac.